# ジャン＝バティスト・グルーズ
ジャン＝バティスト・グルーズ （Jean-Baptiste Greuze, 1725年8月21日 - 1805年3月4日）は、フランスの画家。宮廷風俗を描いた同時代の他の画家と違い，市民生活に題材を求めた風俗画を多く描いた。当時は絶大な人気を誇っていたが、その後18世紀の忘れられた画家として低い評価を受けた。

## 生涯
リヨン郊外のトゥールニュで生まれ、グランドンという名のリヨンの肖像画家のもとで学んだ後、1750年頃にパリに出た。5年後の1755年に初めてサロンに出品した『家族に聖書を読んで聞かせる祖父』が市民の人気を集め、正規のコースをたどることなしに王立絵画彫刻アカデミーへの入会資格を認められた。歴史画家としての名声を望み、その素質を備えていたにもかかわらず、風俗画家としての知名度が高かったため、「風俗画家」として会員になった。アカデミーではシャルル＝ジョゼフ・ナトワールに師事する。一時イタリアに滞在したほかはほとんどパリで制作した。1761年サロンに出品した『村の花嫁』や『こわれた瓶』はその教訓的な内容によってディドロらの称賛を受け、多大の人気を得た。ディドロたちによって「道徳的絵画」として称揚されたこの種の作品は、ロココ風のセンティメンタルな甘さと、オランダ絵画に範をとった精密な描写と逸話性、そしてディドロのいう「繊細で感受性にみちた魂」で主題を扱う態度の結合が生み出したものといえるが、今日から見れば、それはロココ的感傷主義の市民化、家庭化であったともいえる。大革命後、新古典主義の風潮によって彼の業績はなかば埋没した。しかし大衆的な名声は最晩年まで持続した。

## ギャラリー

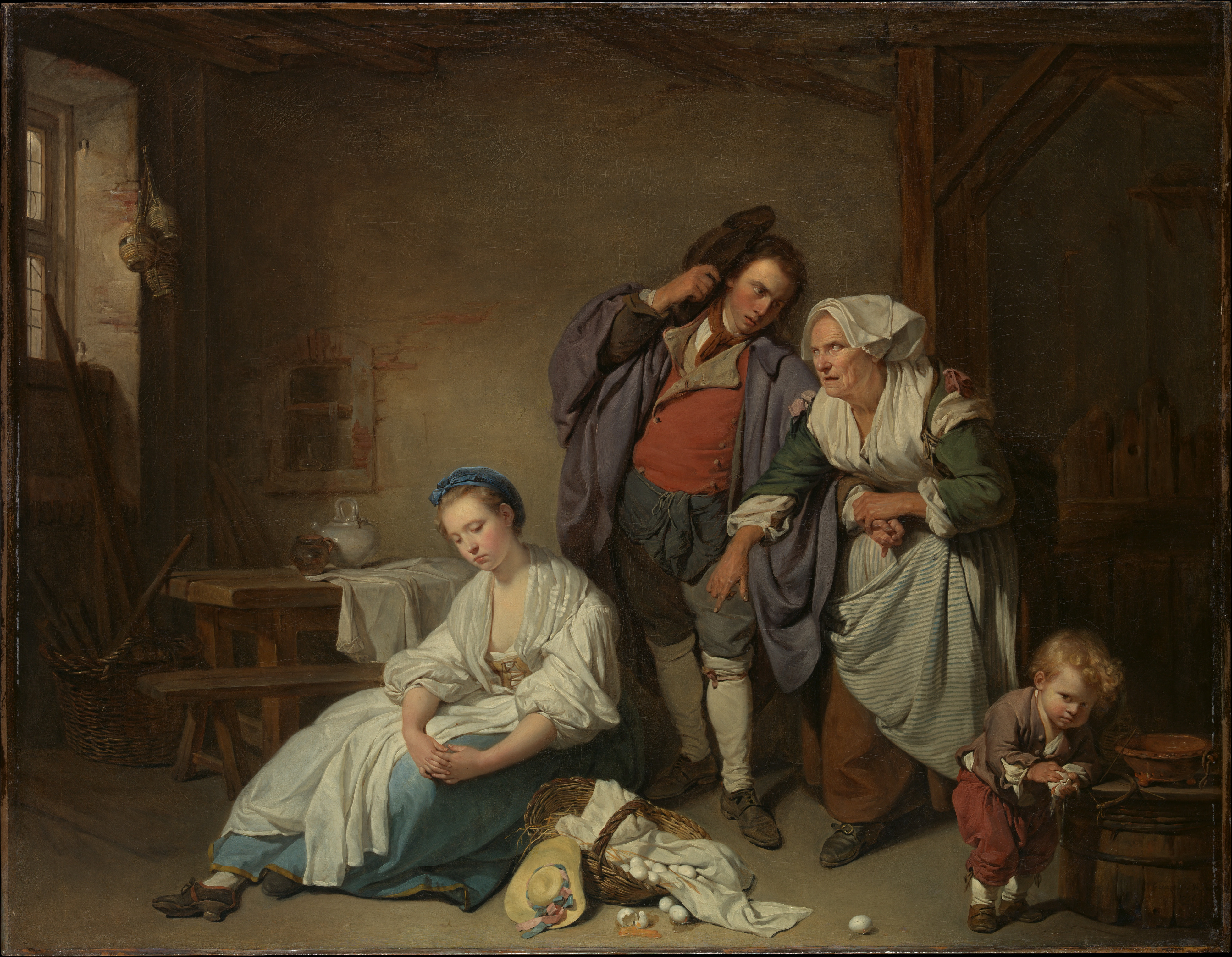
『割れた卵』（1756）メトロポリタン美術館蔵
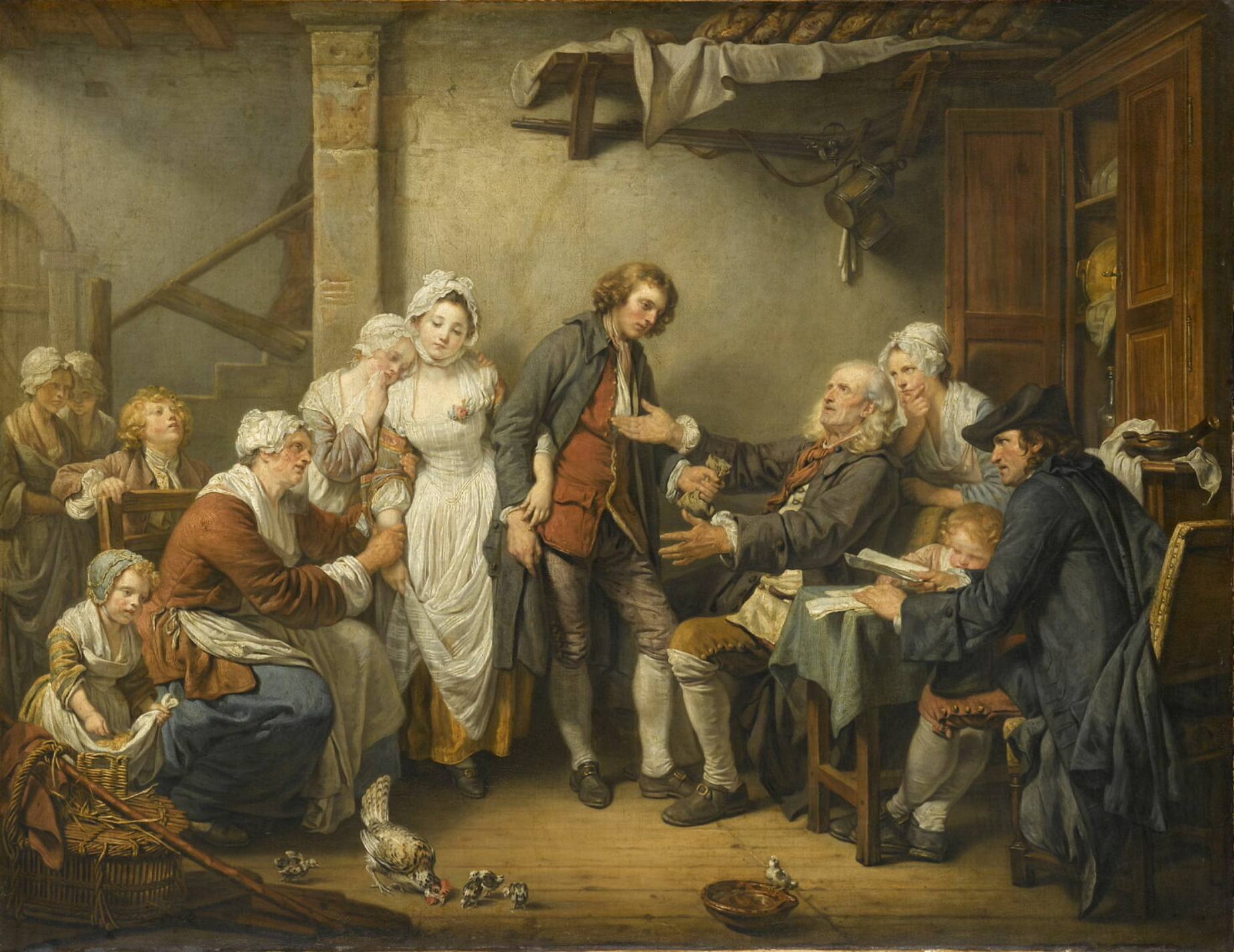
『村の花嫁』（1761）ルーヴル美術館蔵
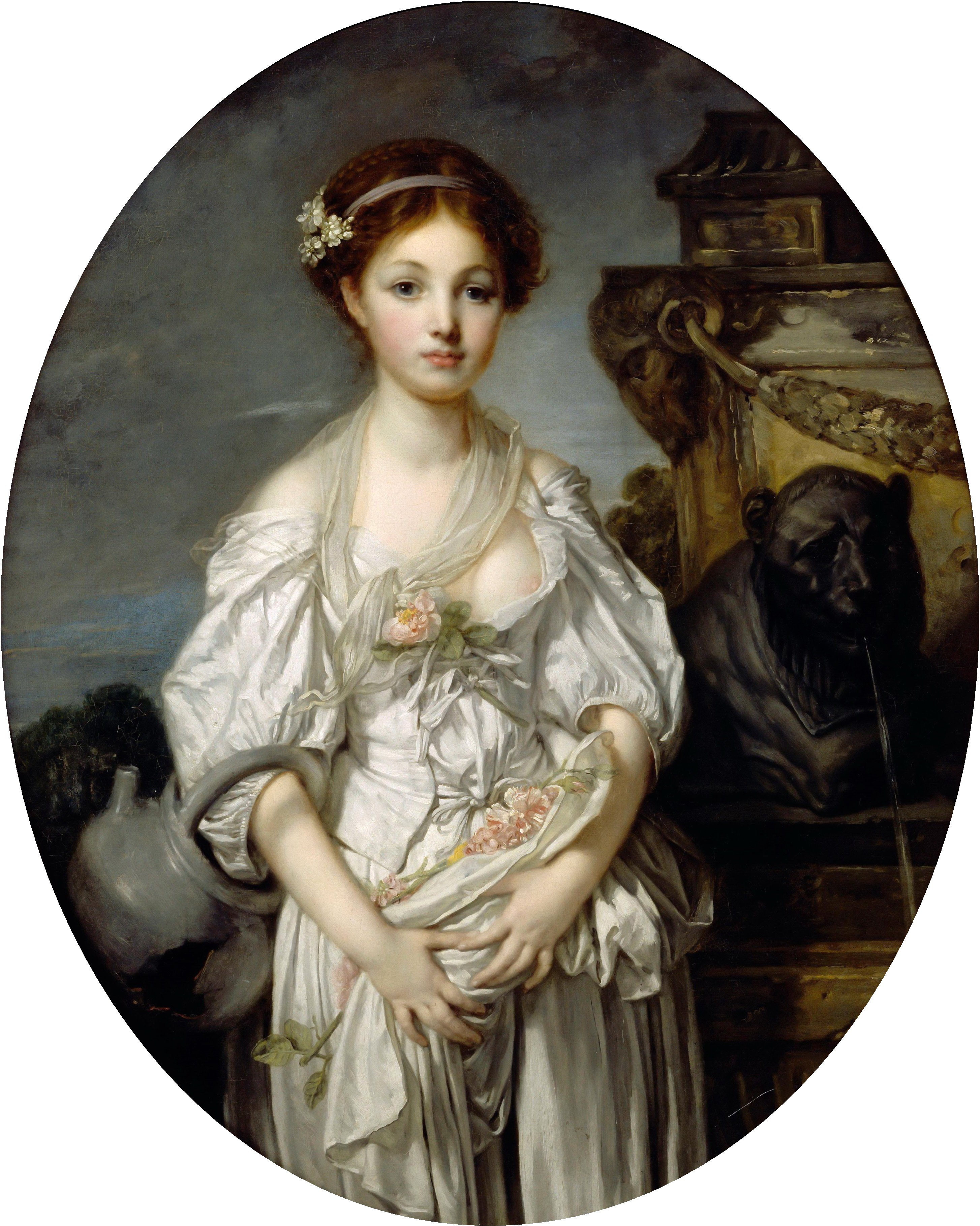
『壊れた甕』（1771）ルーヴル美術館蔵
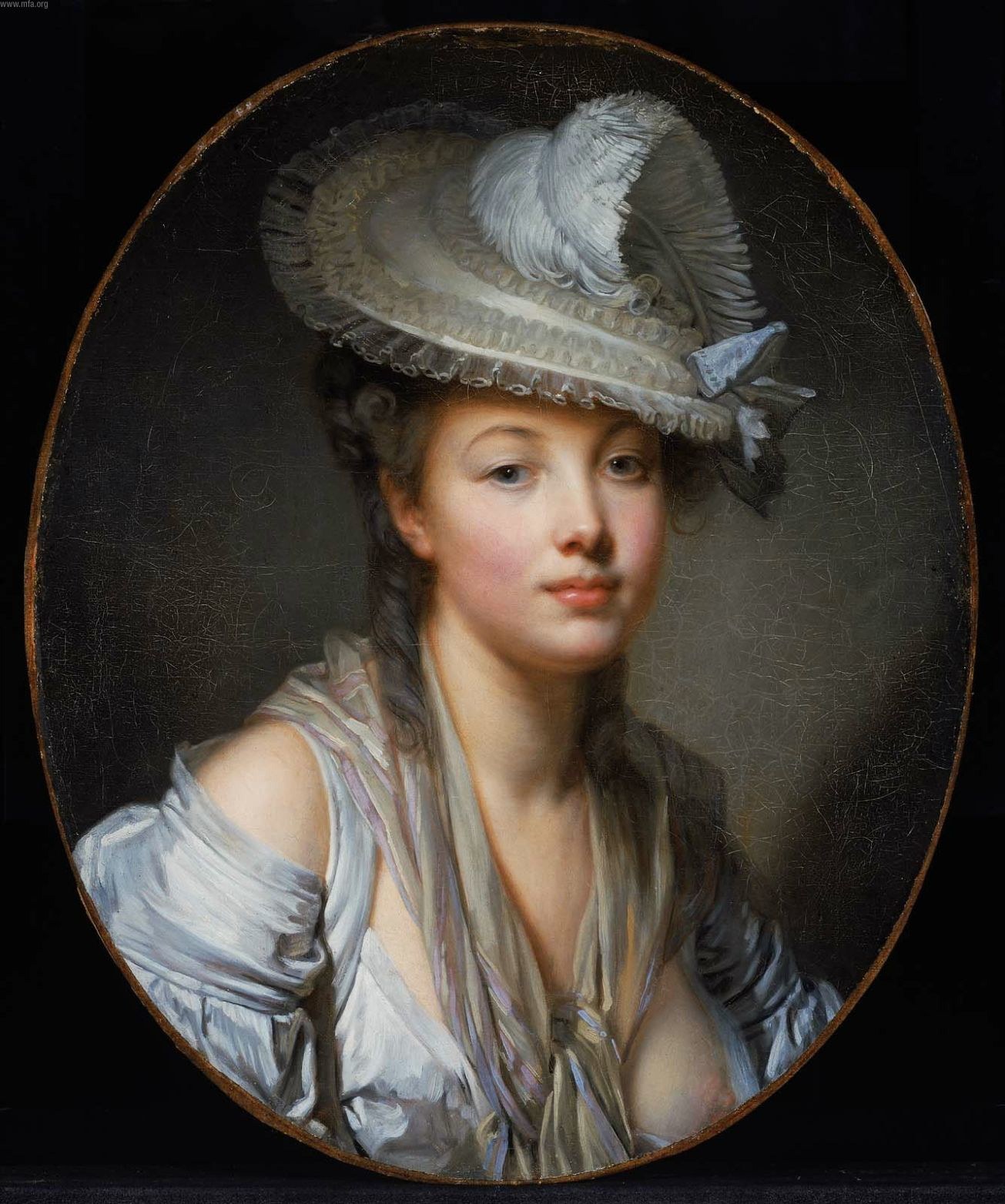
『白い帽子』（1780）ボストン美術館蔵
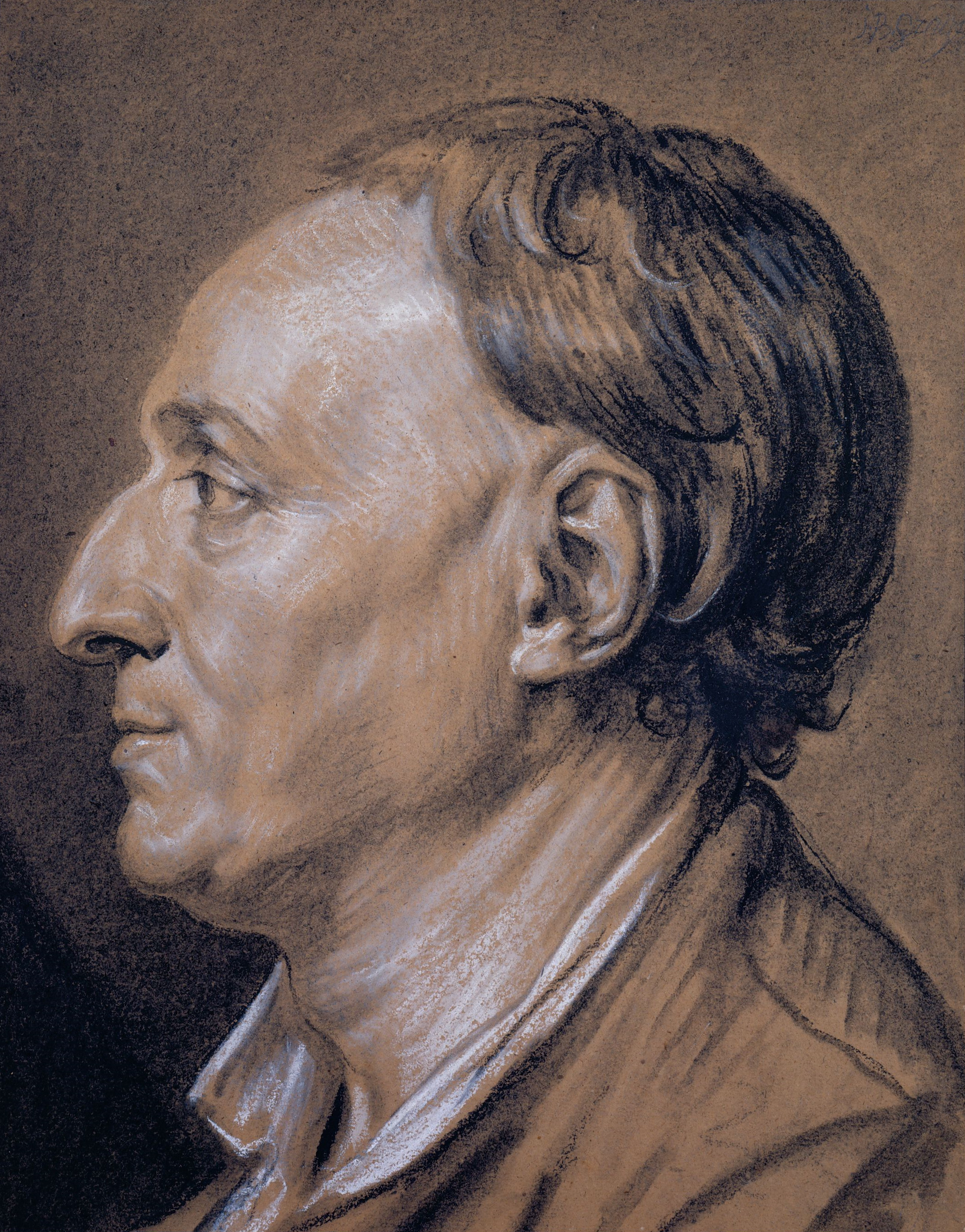
『ドゥニ・ディドロの肖像』（1766）モルガン・ライブラリー蔵